# Municipio Democracia
Democracia es uno de los 25 municipios que forman parte del Estado Falcón, Venezuela. Su capital es la población de Pedregal. Tiene una superficie de 2602 km² y para 2011 su población era de 11 526 habitantes. Este municipio está conformado por 5 parroquias, Agua Clara, Avaria, Pedregal, Piedra Grande y Purureche.

## Geografía
El municipio Democracia, ubicado en el oeste del Estado Falcón, presenta un relieve marcadamente montañoso, con variaciones altitudinales notables a lo largo de su territorio.
En el sector sur se encuentra la Cordillera de Buena Vista, con elevaciones cercanas a los 500 m s. n. m., de la cual nacen numerosos cursos de agua, entre ellos el río Pedregal. Este río alimenta al antiguo Embalse «El Camare» de Pedregal, construido en 1978 con el propósito de abastecer de agua e irrigar la región occidental del estado.
En la zona central y norte, las altitudes varían entre los 100 y 250 metros, configurando un paisaje más ondulado pero menos accidentado que en el sur.
Hacia el oeste del municipio se localiza el Cerro Dorado, una prominencia que alcanza más de 500 metros de altitud, reforzando el carácter montañoso del área y sirviendo como hito geográfico destacado dentro de la jurisdicción municipal.

## Parroquias
1. Parroquia Agua Clara
2. Parroquia Avaria
3. Parroquia Pedregal
4. Parroquia Piedra Grande
5. Parroquia Purureche

## Política y gobierno

### Alcaldes
| Período     | Alcalde          | Partido político / Alianza | % de votos | Notas |
| ----------- | ---------------- | -------------------------- | ---------- | --- |
| 1989 - 1992 | Henry Delmoral   | COPEI                      | 50,31%     | Primer alcalde bajo elecciones directas |
| 1992 - 1995 | Henry Delmoral   | COPEI                      | 57,25%     | Reelecto |
| 1995 - 2000 | Radames López    | AD                         | -          | Segundo alcalde bajo elecciones directas (se realizaron elecciones generales adelantadas en el 2000 debido a la aprobación de la Constitución de 1999) |
| 2000 - 2004 | Radames López    | AD                         | 53,70%     | Reelecto |
| 2004 - 2008 | Radames López    | AD                         | 59,80%     | Reelecto |
| 2008 - 2013 | Gregoria Crespo  | PSUV                       | 56,61%     | Tercera alcalde bajo elecciones directas (se postergan 1 año las elecciones municipales pautadas para finales del 2012)                                |
| 2013 - 2017 | Gregoria Crespo  | PSUV                       | 62,38%     | Reelecta |
| 2017 - 2021 | Gregoria Crespo  | PSUV                       | 66,69%     | Reelecta |
| 2021 - 2025 | Pedro Fernández  | MUD                        | 62,76%     | Cuarto alcalde bajo elecciones directas |
| 2025 - 2029 | Rómulo Gutiérrez | PSUV                       | 70,19%     | Quinto alcalde bajo elecciones directas |

### Concejo municipal
Período 1989 - 1992
| Concejales:                 | Partido político / Alianza |
| --------------------------- | -------------------------- |
| Aracelis Marín de Camacaro  | AD                         |
| Shellys Peña de Montilla    | AD                         |
| Douglas Arias Calles        | AD                         |
| Teolinda Rodríguez de Bonia | AD                         |
| Carlos Díaz                 | COPEI                      |
| Edgar Polanco               | COPEI                      |
| Arquimedez Riera            | COPEI                      |

Período 1992 - 1995
| Concejales:           | Partido político / Alianza |
| --------------------- | -------------------------- |
| Nicolas Reyes         | COPEI                      |
| Edgar Polanco         | COPEI                      |
| Ruben Crespo          | COPEI                      |
| Antenol Maldonado     | COPEI                      |
| Luis García           | AD                         |
| José Nicolás Partidas | AD                         |
| Elias Castillo        | AD                         |

Período 1995 - 2000
| Concejales:            | Partido político / Alianza |
| ---------------------- | -------------------------- |
| Ciro Navarro La Concha | AD                         |
| Simon Primera          | AD                         |
| Nicolas Rodríguez      | AD                         |
| Agustin Chirínos       | COPEI                      |
| Felix Gavert Sira      | COPEI                      |

Período 2000 - 2005
| Concejales:      | Partido político / Alianza |
| ---------------- | -------------------------- |
| Romulo Rincón    | AD                         |
| Simon Primera    | AD                         |
| Blanco Rodríguez | AD                         |
| Dervis Navarro   | AD                         |
| Amarilys Jimenez | MVR                        |

Período 2005 - 2013
| Concejales:      | Partido político / Alianza |
| ---------------- | -------------------------- |
| Rafael Hernandez | AD                         |
| Simon Primera    | AD                         |
| Luis Garcia      | AD                         |
| Gilberto Guanipa | AD                         |
| Edilia La Concha | MVR                        |

Período 2013 - 2018
| Concejales      | Partido político / Alianza |
| --------------- | -------------------------- |
| Teresa Romero   | PSUV                       |
| Servía González | PSUV                       |
| Jairo Gutiérrez | PSUV                       |
| Robert Crespo   | PSUV                       |
| Melania Álvarez | MUD                        |

Período 2018 - 2021
| Concejales        | Partido político / Alianza |
| ----------------- | -------------------------- |
| Gregoria González | PSUV                       |
| Dervis González   | PSUV                       |
| Wilcem Gutiérrez  | PSUV                       |
| Robert Crespo     | PSUV                       |
| Luz María Gomez   | PSUV                       |

Período 2021 - 2025
| Concejales       | Partido político / Alianza |
| ---------------- | -------------------------- |
| Juan Leal        | MUD                        |
| Margot Camacho   | MUD                        |
| Leymnerys Jordán | MUD                        |
| Ydermo Prieto    | MUD                        |
| Luz María Gomez  | PSUV                       |